# Vânt solar

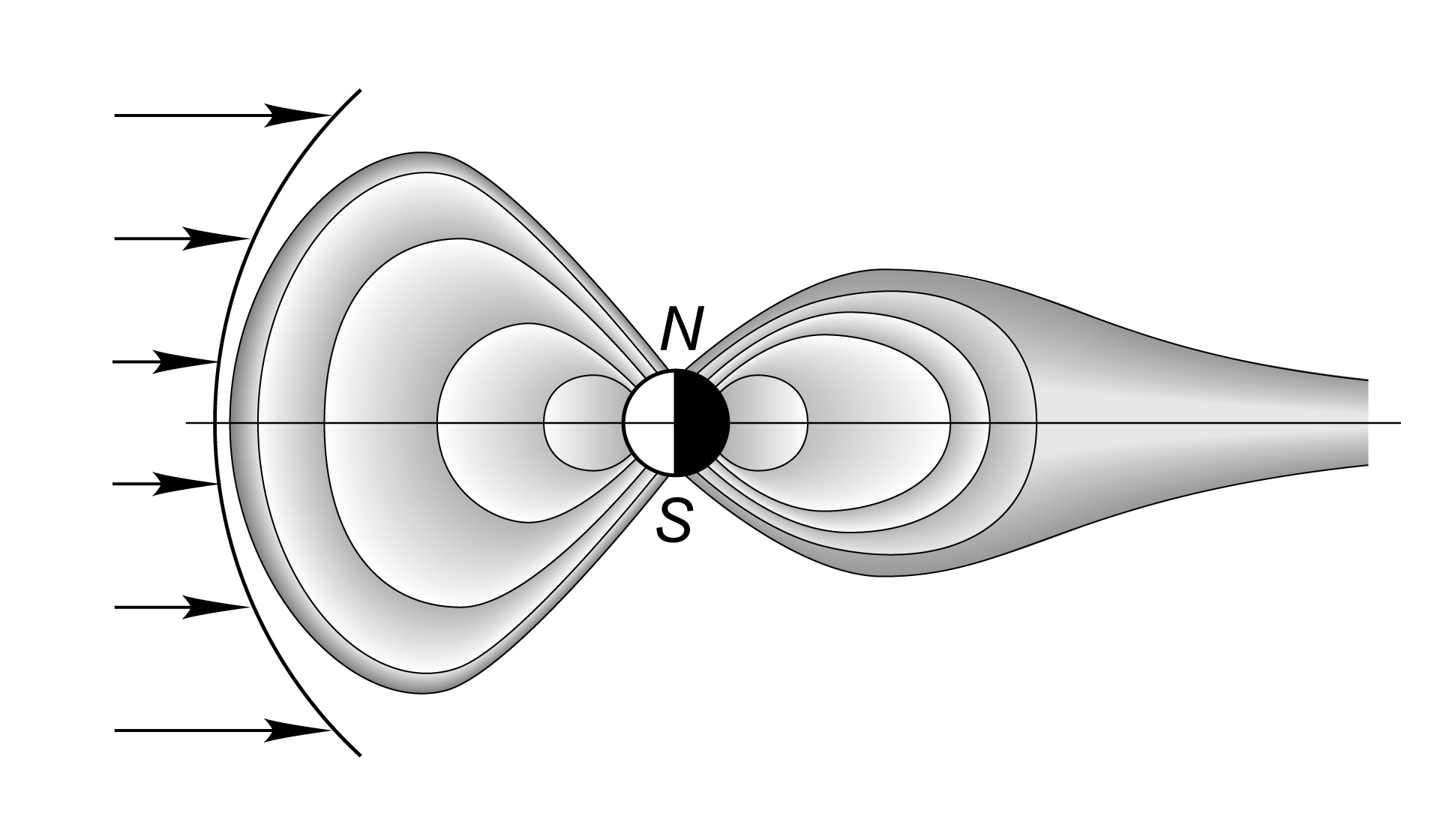
Vânt solar în magnetosfera.

Vântul solar este un flux de particule încărcate electric emise de atmosfera superioară a Soarelui. În cea mai mare parte este format din electroni și protoni cu energia de 1,5 - 10 keV.  Fluxul de particule variază cu temperatura și viteza în timp.  Aceste particule pot scăpa de gravitația soarelui datorită energiei lor cinetice mari și temperaturii înalte a coronei. 
Exista un model destul de vechi al propagării vântului solar in spatiul interplanetar , care spune,că campul magnetic "este congelat" in plasma emisă de soare, iar ajungând în magnetosfera plantară se decongeleaza. De obicei vântul solar ajunge spre Pământ în 2,4- 2,5 zile. 
Vântul solar se intensifică mult in perioadele de creștere spre maxim al activității solare, când numărul de pete pe soare creșe considerabil. In aceste perioade se observă a) intensificarea numărului și intensității aurorelor boreale b) fenomene de deviere a frecventei undelor radio  c) întreruperi de semnale radio și internet.
S- a observat de asemenea căderea păsărilor migratoare in anotimp de toamna și primavara in perioadele de intensificare a activității solare, care mediata pe intervale mari de timp alcătuiește circa 11,5 ani.
Aceste fenomene sunt explicate prin perturbarea câmpului magnetic al Pământului de către vântul solar, care la rândul său, se datorează fenomenelor magnetice din învelișurile superioare ale Soarelui.

## Istorie
- Furtunile magnetice constituie indici care permit să se pună în evidență prezența vântului solar, așa cum o demonstrează observațiile lui Carrington din 1859.
- Un alt indice al existenței vântului solar este legat de cozile cometelor care sunt, în mod sistematic, orientate în direcția opusă Soarelui, când trec prin apropierea acestuia.[1]. Cel mai târziu în secolul al VII-lea, probabil în secolul al VI-lea, cu alte cuvinte cu mult înainte de lucrările lui Biermann (1950), chinezii, obișnuiți să consemneze trecerea cometelor, încă din secolul al VIII-lea î.Hr.[2], au notat deja acest fenomen.[3]

## Protecție naturală
Magnetosfera terestră se opune vântului solar așa cum o face o culee a unui pod față de curentul apei unui râu. Magnetosfera ne protejează contra vântului solar și acționează ca un scut. Ea, care ar trebui să se asemene cu un dipol, este deformată de vântul solar. Este compresată în timpul zilei și se întinde la mari distanțe în timpul nopții.